# АНТКОМ
АНТКОМ — Комиссия по сохранению морских живых ресурсов Антарктики, а также Конвенция по сохранению морских живых ресурсов Антарктики. Как международная организация Комиссия АНТКОМ была создана в 1982 году на основе международной Конвенции по сохранению морских живых ресурсов Антарктики. Штаб-квартира Комиссии расположена в австралийском городе Хобарт в штате Тасмания.
Создание АНТКОМ было обусловлено прежде всего растущей коммерческой заинтересованностью многих стран в освоении промысловых ресурсов антарктического криля, являющегося краеугольным компонентом всей антарктической экосистемы и базовым звеном пищевой цепи Южного океана. В настоящее время членами АНТКОМ являются 25 государств, учредивших эту Конвенцию, и ещё 11 стран, присоединившихся к Конвенции позднее.

## Задачи АНТКОМ
Комиссия ежегодно на своих заседаниях принимает пакет мер по сохранению, которые определяют использование морских живых ресурсов Антарктики. АНТКОМ отвечает за сохранение морских экосистем Антарктики, используя экосистемный подход к управлению ими. Подобное управление не исключает возможность ведения коммерческого и научно-исследовательского промысла. Регулирование коммерческого промысла морских живых ресурсов Антарктики, прежде всего антарктического криля и рыб, осуществляется при условии, что такой промысел ведётся устойчивым образом и учитывает воздействие лова на другие компоненты экосистемы.
Конвенция АНТКОМ применяется ко всем антарктическим популяциям рыб, моллюсков, ракообразных и морских птиц, обитающих к югу от Антарктической конвергенции (Зона действия Конвенции). Управляемые АНТКОМ морские ресурсы особо исключают китов и тюленей, которыми занимаются другие конвенции (например, Международная конвенция о регулировании китобойного промысла и Конвенция об охране антарктических тюленей).

## История создания

Эмблема Договора об Антарктике.

Конвенция АНТКОМ была создана как часть Системы Договора об Антарктике (1980) и, в частности, исполнения его IX Статьи. Учреждение Конвенции, имеющей силу Договора, произошло 7—20 мая 1980 года в австралийском городе Канберра. Конвенция была открыта для подписания 1 августа 1980 года. С 7 апреля 1982 года Конвенция вступила в силу. Действия Конвенции и практическое исполнение её положений по сохранению живых ресурсов Антарктики на практике регулируются Комиссией АНТКОМ.

## Государства-члены АНТКОМ
Страны-члены АНТКОМ (25 стран) платят взносы в ежегодный бюджет АНТКОМ и вносят вклад в работу Комиссии и Научного комитета АНТКОМ, в том числе своим участием в ежегодных совещаниях.
1. Аргентина
2. Австралия
3. Бельгия
4. Бразилия
5. Германия
6. Европейский союз
7. Индия
8. Испания
9. Италия
10. Китай
11. Республика Корея
12. Намибия
13. Новая Зеландия
14. Норвегия
15. Польша
16. Россия
17. Великобритания
18. США
19. Украина
20. Уругвай
21. Франция
22. Чили
23. Швеция
24. ЮАР
25. Япония

## Присоединившиеся государства
Присоединившимся к Конвенции АНТКОМ государство считается тогда, когда оно официально сообщает о своём согласии быть юридически связанным условиями данной Конвенции. Присоединение имеет такое же юридическое значение, как ратификация, но ему не предшествует акт подписания.
Государства, заинтересованные в осуществлении исследовательской и/или промысловой деятельности в зоне действия Конвенции могут присоединиться к Конвенции АНТКОМ. В настоящее время к Конвенции присоединилось 11 стран.
1. Болгария
2. Вануату
3. Греция
4. Финляндия
5. Канада
6. Острова Кука
7. Маврикий
8. Нидерланды
9. Пакистан
10. Панама (с 19 апреля 2013 г.)
11. Перу